# EU.Pol
EU.Pol ist ein europäischer Zusammenschluss von Polizeigewerkschaften mit Sitz in Zaventem bei Brüssel. Ziel der Organisation ist es, das Wohlergehen von Polizeibeschäftigten zu fördern, ihre Interessen auf europäischer Ebene zu vertreten sowie die Rolle von Polizei in demokratischen Gesellschaften zu stärken. Die Organisation wurde 2021 gegründet.

## Struktur und Mitglieder
EU.Pol besteht aus 13 Mitgliedsorganisationen aus neun europäischen Ländern: Deutschland, Schweiz, Frankreich, Luxemburg, Niederlande, Belgien, Portugal, Spanien und Litauen. Zusammen vertreten die Mitglieder laut EU.Pol über 300.000 Polizeibeschäftigte in Europa.
Die Mitgliedsorganisationen sind:
- Gewerkschaft der Polizei (GdP) (Deutschland)
- ALTERNATIVE POLICE (Frankreich)
- Nederlandse Politiebond (NPB) (Niederlande)
- NSPV, NGPS, NPS (Niederlande)
- EQUIPE (Niederlande)
- Verband Schweizerischer Polizeibeamter (Schweiz)
- Syndicat National de la Police Grand-Ducale (Luxemburg)
- Sindicat de Policies de Catalunya (Spanien)
- NPPSS (Litauen)
- VSOA / SLFP (Belgien)
- SIAP (Portugal)
- APG GNR (Portugal)
- VIGI (Frankreich)

## Organisation
Die politische Arbeit von EU.Pol wird durch den sogenannten „Board of Directors“ geleistet, ein Gremium aus maximal sieben Mitgliedern, vergleichbar mit einem geschäftsführenden Vorstand. Zusätzlich finden mindestens zweimal jährlich Mitgliederversammlungen aller Mitgliedsorganisationen statt.

## Ziele
Das Motto von EU.Pol lautet: Together we are strong, Unity is our strength. Die Organisation verfolgt laut Eigendarstellung drei zentrale Ziele:
1. Förderung des Wohlergehens und Wohlbefindens von Polizeibeschäftigten
2. Positionierung von Polizeiorganisationen innerhalb demokratischer EU-Staaten
3. Kollektive und individuelle Interessenvertretung für Polizeibedienstete

EU.Pol ist aktiv in die politische Entscheidungsfindung auf EU-Ebene eingebunden und unterhält ein Büro in den Räumen des Europäischen Gewerkschaftsbundes (EGB) in Brüssel.

## EU.Pol Academy
Ein weiterer Aufgabenbereich von EU.Pol ist die internationale Weiterbildung: Die Organisation betreibt mit der EU.Pol Academy eine Plattform für Wissenstransfer und Weiterbildung zu europäisch-polizeilichen Themen.